# Palazzo Tirelli (Reggio nell’Emilia)

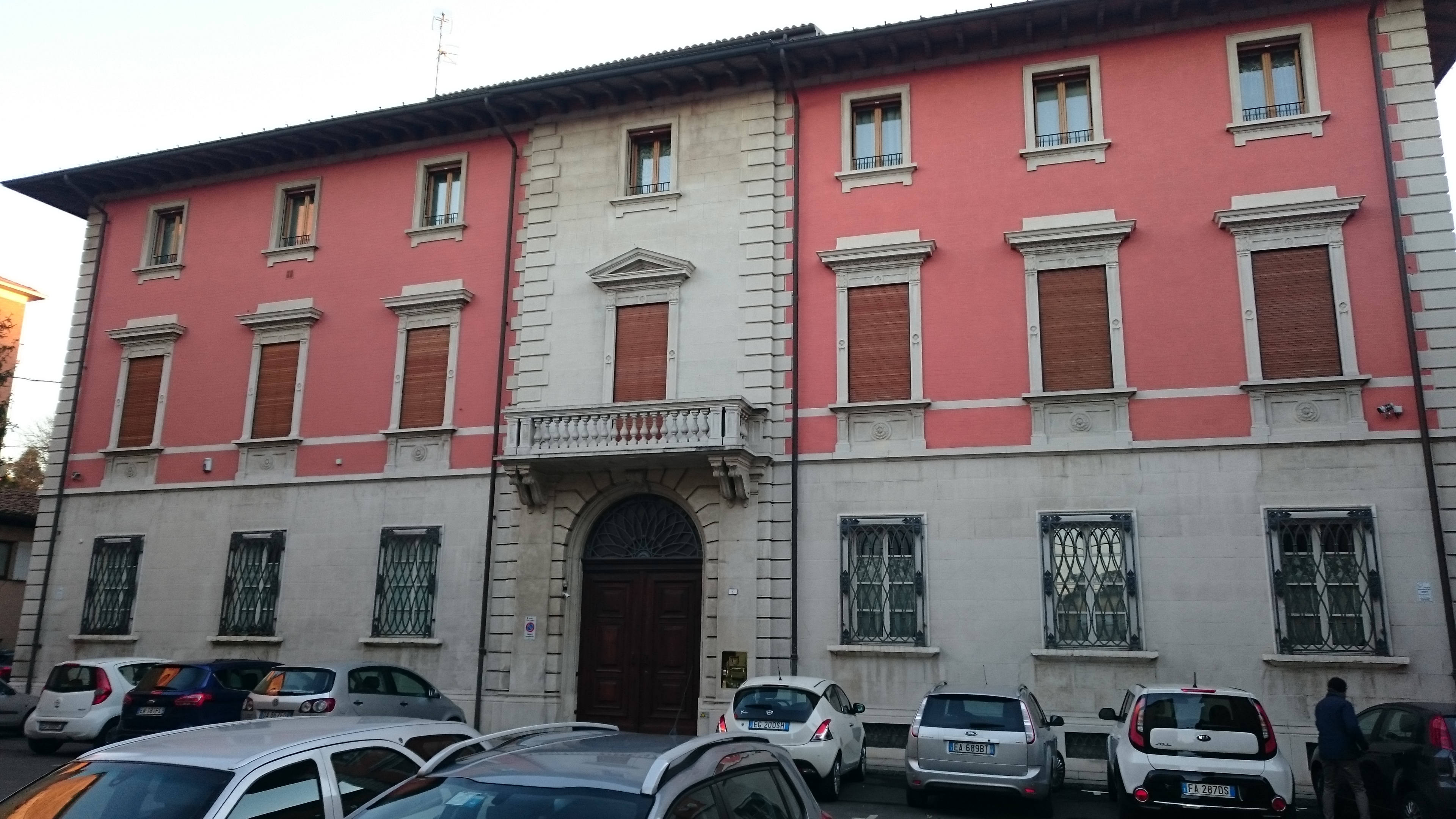
Palazzo Tirelli in Reggio nell’Emilia

Der Palazzo Tirelli, auch Palazzo Gabbi, ist ein Palast aus dem 17. Jahrhundert in Reggio nell’Emilia in der italienischen Region Emilia-Romagna. Der Palast liegt in der Via Gabbi 16.

## Geschichte und Beschreibung
Der Palast wurde im 17. Jahrhundert für die Markgrafen Gabbi erbaut, die ihn dann in den ersten Jahren des 19. Jahrhunderts an die Adligen Tirelli verkauften. Diese wiederum verkauften in den 1960er-Jahren einen Teil davon an die Società del Casino weiter, die aus dem historischen Sitz des Teatro municipale (dt.: Stadttheater) vertrieben worden waren und denen dieser Teil heute noch gehört. Auch der Rotary Club von Reggio nell’Emilia hat heute seinen Sitz in dem Palast.
Die breite Treppe führt zu den Räumen des ersten Obergeschosses, die mit Stuckarbeiten und Fresken des Malers Prospero Zanichelli aus Reggio nell’Emilia verziert sind. Der mittlere Saal, der 13 Meter hoch ist, trägt Fresken und acht große Gemälde des Malers Francesco Vellani (1688–1768), die klassische Szenen Homers zeigen: „Mahl der Helden“, „Urteil des Paris“, „Raub der Helena“, „Verwundeter Peon“, „Iphigenie in Aulis“, „Qual des Hektor“, „Diomedes verwundet Venus“ und „Flucht des Äneas“.

## Galeriebilder

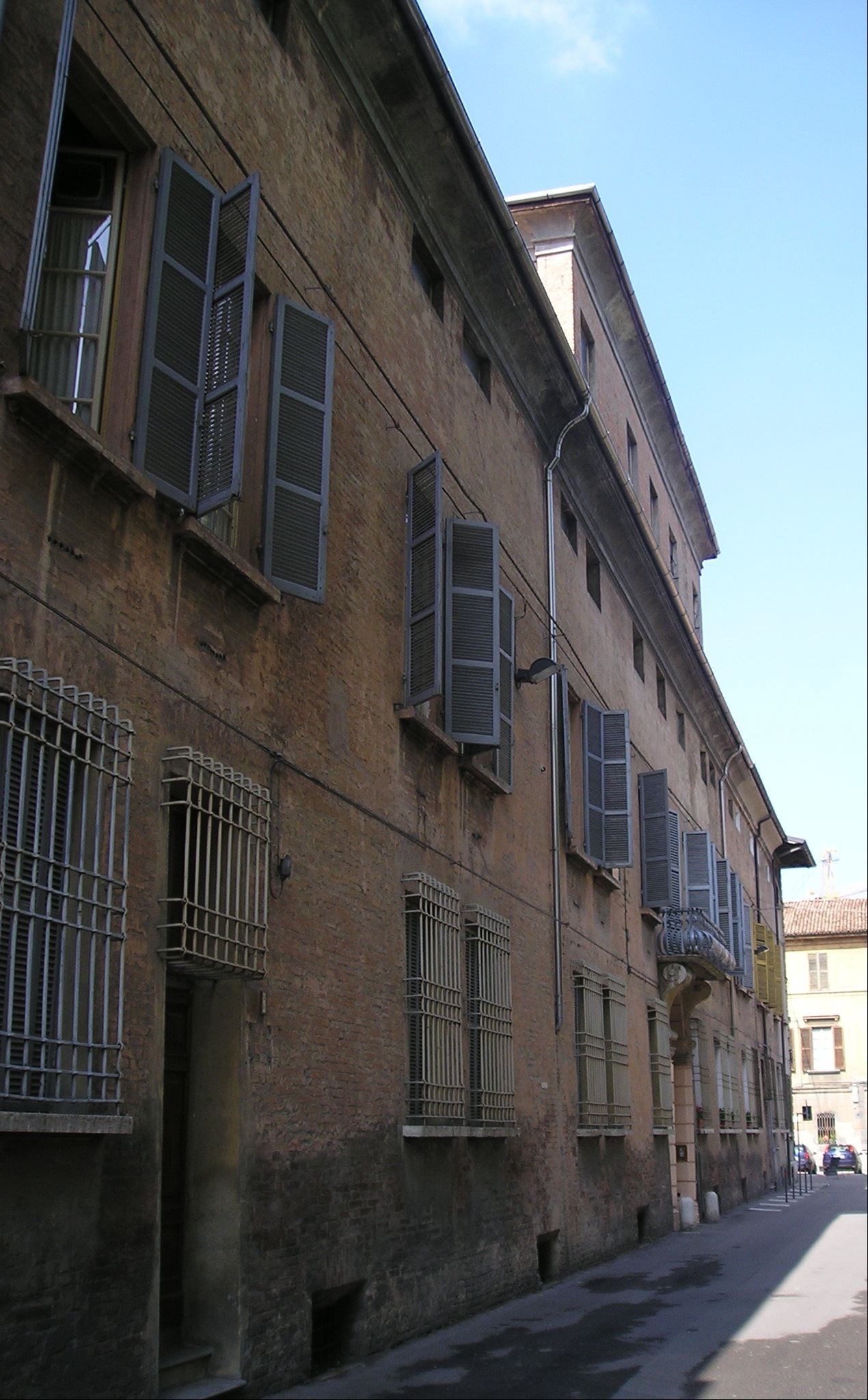
Fassade des Palazzo Tirelli
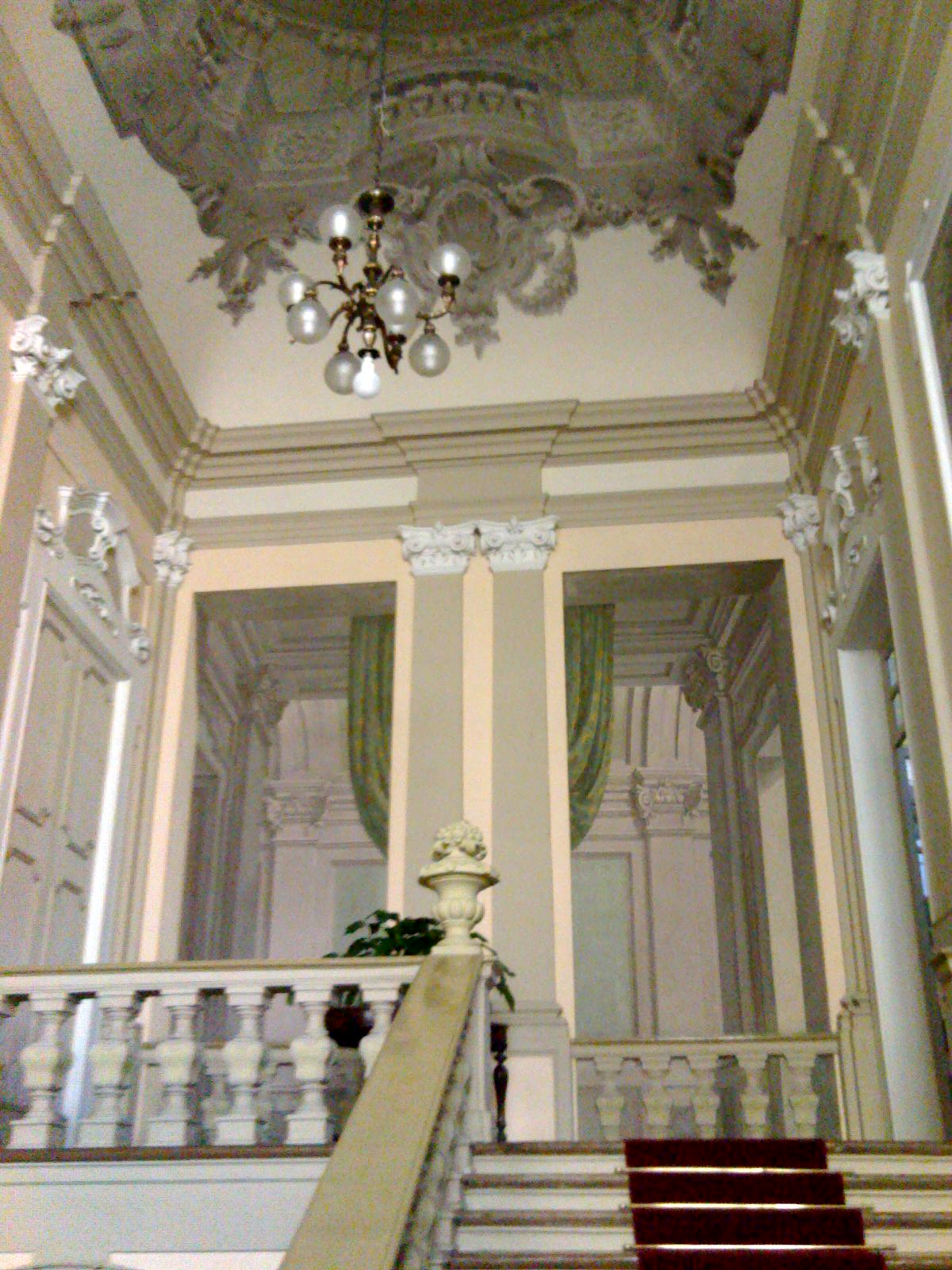
Oberes Ende der Treppe
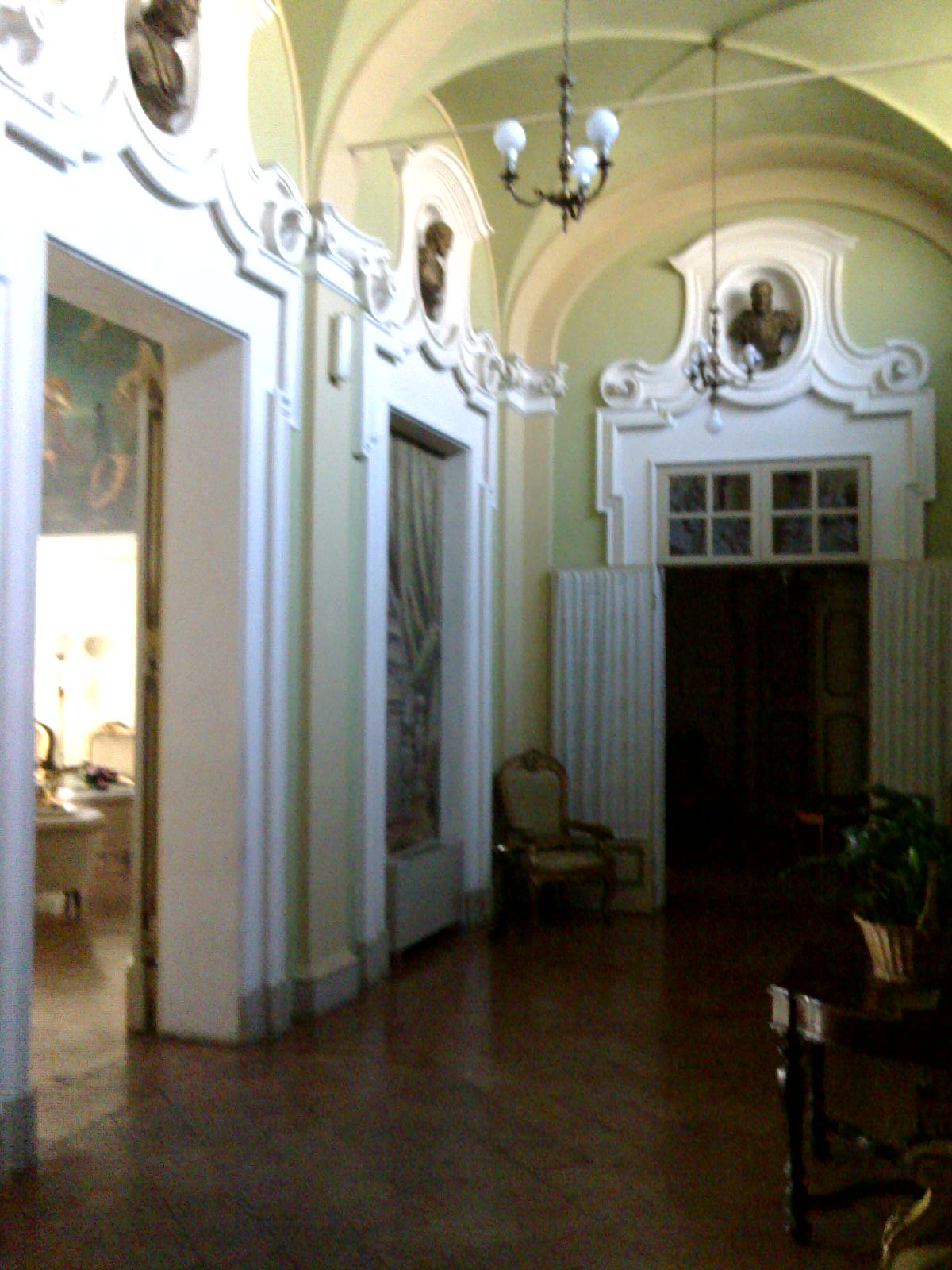
Veranda